# Jardins zoologiques de Belle Vue

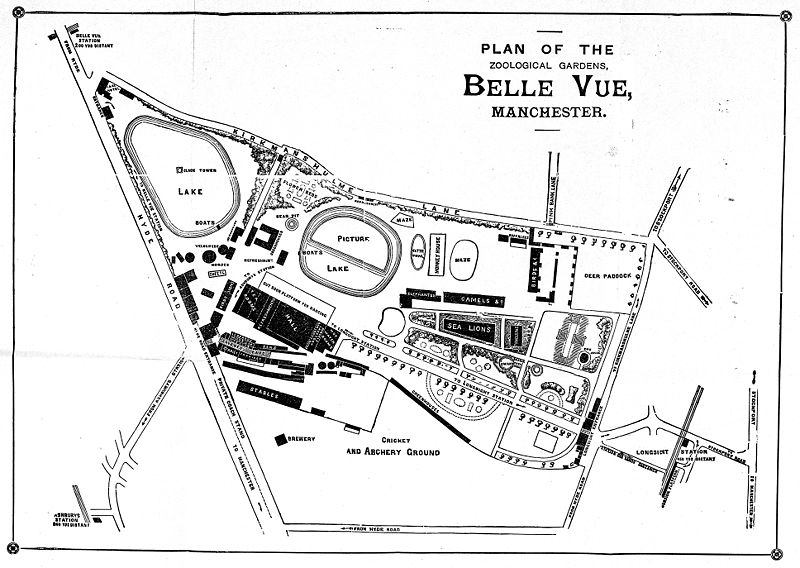
Plan des Jardins en 1892.

Les Jardins zoologiques de Belle Vue à Manchester était un complexe comprenant un zoo, un parc d'attractions, un hall d'exposition et de spectacles et une piste de motos. Il fut créé en 1836 par l'entrepreneur John Jennison et ferma ses portes, pour des raisons économiques, en 1987.
John Jennison désirait créer un lieu de loisirs consacré à la classe moyenne. Les jardins devinrent une des destinations de loisirs les plus importantes du nord de l'Angleterre et le troisième plus grand zoo du pays. Sa salle de spectacles accueillit à demeure le Hallé Orchestra, plus ancien orchestre professionnel du Royaume-Uni. Elle reçut aussi Jimi Hendrix, les Who, les Rolling Stones, Leonard Cohen, Johnny Cash ou Led Zeppelin. Son aire de restauration pouvait abriter jusqu'à 3 000 convives, que ce soit pour pique-niquer ou pour manger dans ses divers restaurants. À leur apogée, les Jardins faisaient 0,67 km2 et accueillaient par an jusqu'à deux millions de visiteurs (avec un pic à 250 000 par jour le week-end de Pâques).
Le zoo déficitaire fut le premier à fermer en 1977. Le parc d'attractions ferma en 1980 ; les terrains furent vendus en 1982. La concurrence du Manchester Central Convention Complex lui fut finalement fatale : le hall d'exposition ferma en 1987. Les terrains abritent dans les années 2010 un cynodrome et un hall de snooker.